# Neoromicia guineensis
Neoromicia guineensis är en fladdermusart som först beskrevs av Bocage 1889.  Neoromicia guineensis ingår i släktet Neoromicia och familjen läderlappar. Inga underarter finns listade i Catalogue of Life. Wilson & Reeder (2005) skiljer mellan två underarter.
Arten förekommer i västra och centrala Afrika från Senegal till västra Etiopien. En mindre avskild population finns i Kongo-Brazzaville och västra Kongo-Kinshasa. Individerna vistas främst i fuktiga savanner och i fuktiga buskskogar men de besöker även torrare landskap.
Arten når en absolut längd av 60 till 72 mm, inklusive en 21 till 34 mm lång svans och den väger 2 till 5 g. Neoromicia guineensis har 23 till 35 mm långa underarmar, 6 till 11 mm långa bakfötter och 6 till 12 mm långa öron.
Honor som gav di åt sina ungar hittades i Ghana i november.